# Valériane Fichot
Pour les articles homonymes, voir Fichot.
Valériane Fichot, née Étienne le 11 décembre 1988, est une judokate française.

## Biographie
Elle est médaillée d'or aux Championnats d'Europe par équipes de judo en 2007 et médaillée de bronze par équipes à l'Universiade d'été de 2011. Elle remporte la médaille d'or des moins de 48 kg aux Jeux de la Francophonie de 2009.